# Бурабай (дворец спорта, Кокшетау)
Дворец спорта «Бурабай» (каз. “Бурабай” спорт сарайы) — спортивно-оздоровительный комплекс закрытого типа (общая площадь — 17 000 м²), расположенный в городе Кокшетау, административном центре Акмолинской области в Казахстане. Находится по адресу ул. Талгата Бегельдинова, д. № 83.
Открыт в 2009 году. Вместимость — 1500 зрителей (ледовая арена), способна трансформироваться в случае проведения концертов, торжественных собраний, соревнований по другим видам спорта до 3000 зрителей. Домашняя арена хоккейного клуба «Арлан» и детского хоккейного клуба «Бурабай».

## История
Строительство дворца спорта было начато в 2007 году генеральным подрядчиком - ТОО СК «Кулагер».
В 2009 году, одновременно с вводом в эксплуатацию спортивного комплекса "Бурабай", создан хоккейный клуб "Арлан".
В августе 2010 года был подписан акт о вводе в эксплуатацию Дворца спорта, после чего началась работа по реализации программы «За здоровый образ жизни».

## Характеристика комплекса
Дворец спорта «Бурабай» является крупнейшим центром спортивной культуры на территории Акмолинской области, который предоставляет жителям различные виды спортивных услуг. Общая площадь сооружения – 17 000 м².
- Ледовая арена - крытый каток. Массовые катания на коньках с отличным покрытием проходят днем и до позднего вечера круглый год. Во Дворце спорта проводятся выступления профессиональных артистов с шоу – программами и цирковыми номерами на льду. Ледовая арена с трибуной на 1500 зрителей, которая трансформируется для проведения концертов, торжественных собраний до 3000 зрителей.
- Тренажерный зал - профессиональные тренеры и оборудование фирмы «Vasil».
- Олимпийский бассейн - 50 метровый большой бассейн олимпийского стандарта с 8 дорожками и трибуной на 475 мест. Благодаря современным технологиям отопления, сохраняет оптимальную для плавания температуру.
- Залы единоборств, комната для игры в настольный теннис, а также центр интеллектуальных игр (вкл. комнату шахмат, шашек и тогыз кумалак), кафе, интернет-кафе[2].